# Nili
Nili in ebraico: ניל"י, è un acronico della frase נצח ישראל לא ישקר (Samuele I 15:29; translitterazione: "Netzakh Yisrael Lo Yishaker" traduzione: "La Gloria di Israele non cadrà" )  era un'organizzazione spionistica ebraica che lavorava per il Regno Unito nei combattimenti in Palestina contro l'Impero ottomano durante la prima guerra mondiale.

## La fondazione
Sarah Aaronsohn, sui fratelli Aaron  e Alexander, insieme con i loro amici Avshalom Feinberg, Yosef Lishansky e Naaman Belkind hanno formato e condotto il Nili.
Secondo Haim Herzog il gruppo fu motivato ad aiutare gli inglesi dopo che Sarah Aaronsohn assistette al Genocidio Armeno commesso dagli ottomani.
Il gruppo cercò di stabilire contatti con l'Hashomer ma incontrarono sospetti e diffidenza. Nel 1915, ancor prima che i gruppo iniziasse le operazioni, gli Ottomani incarcerano Feinberg per sospetto di spionaggio, accusa falsa a quell'epoca.
Dal marzo all'ottobre del 1915, uno sciame di locuste invase la Palestina e quasi tutta la vegetazione fu divorata, le autorità ottomane preoccupate per i rifornimenti delle sue truppe si rivolsero al famoso botanico di fama mondiale della regione Aaron Aaronsohn.
Questi chiese il rilascio del suo amico ed assistente Avshalom Feinberg.
Al gruppo incaricato di combattere l'invasione delle locuste fu dato il permesso di muoversi liberamente lungo tutto il paese.
Con la scusa poterono collezionare informazioni strategiche sugli campi Ottomani e il dispiegamento delle loro truppe.
Per mesi il gruppo non fu preso seriamente in considerazione dall'intelligence inglese, e i tentativi di Alex Aaronsohn e Avshalom Feinberg di aprire canali di comunicazione al Cairo e a Porto Said fallirono.
Solo un anno dopo Aaron Aaronsohn in virtù della sua reputazione poté ottenere la cooperazione del diplomatico Sir Mark Sykes.
Sarah Aaronsohn sovraintendette le operazioni a Zikhron Ya'aqov.

## La fine
Cercando di raggiungere l'Egitto a piedi Avshalom Feinberg fu ucciso e Yosef Lishansky fu ferito mentre cercava di raggiungere le linee Britanniche.
Dal febbraio al settembre 1917, la nave Monegan navigò regolarmente per la spiaggia vicino Atlit, in Palestina.
Lishansky nuotava a riva per collezionare informazioni per il Nili e per portare i soldi spediti dagli ebrei americani per foraggiare il locale yshuv. Poiché la presenza di sottomarini tedeschi rendeva troppo pericolosi i viaggi, il gruppo preferì usare piccioni viaggiatori.
Nell'inverno del 1917, uno dei piccioni cadde in mano agli Ottomani, che furono in grado di decifrare il codice Nili (basato sull'ebraico, l'aramaico, il francese e inglese) nel giro di una settimana.

## L'importanza
Il comandante dell'intelligence militare britannica Generale George MacDonough in una sua lezione alla Reale Accademia Militare di Woolwich ha così detto: